# 一网公司

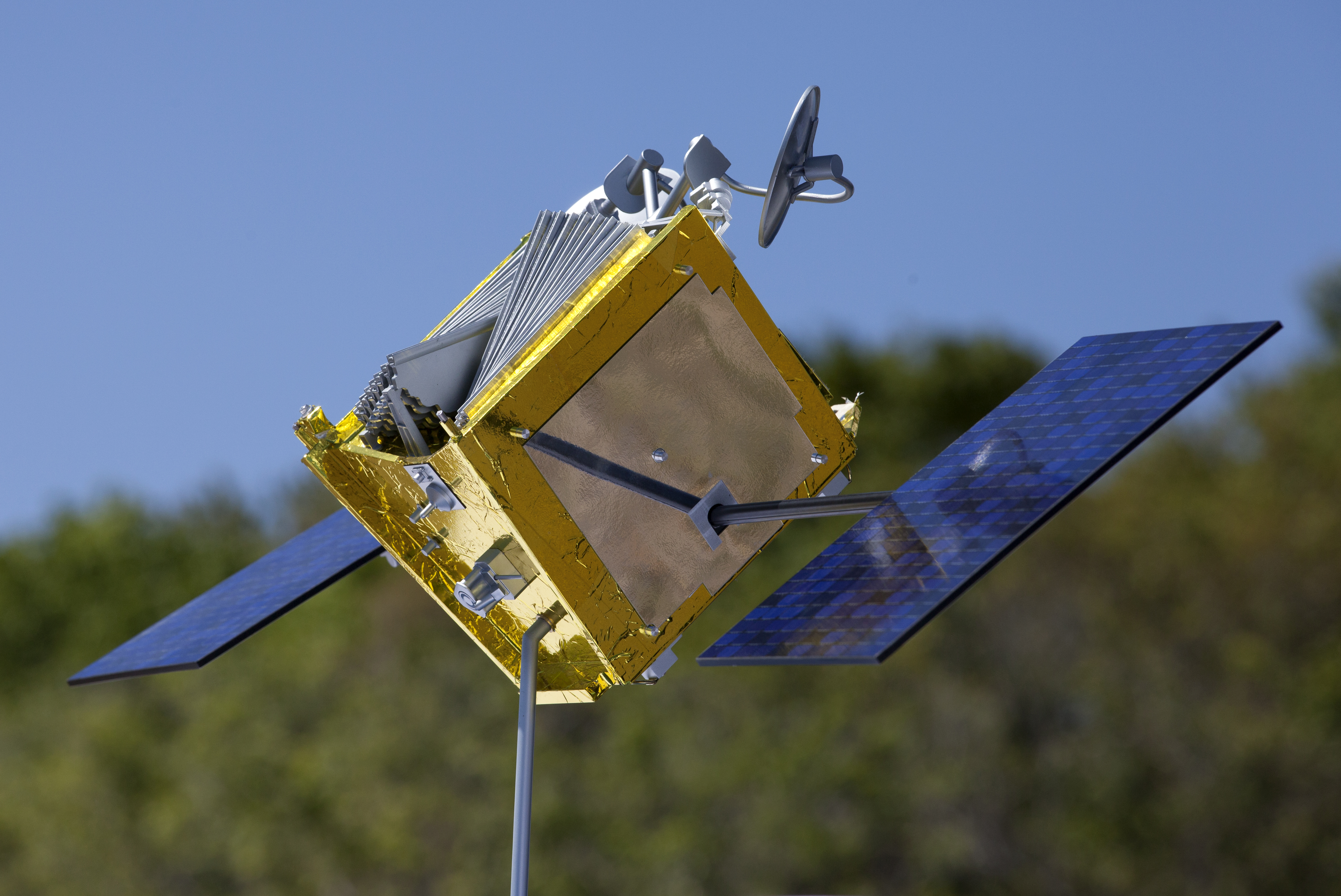
2017年的一網衛星模型

一网（英語：OneWeb）是歐洲通信衛星公司的一家子公司，由格雷格·韦勒创建。该公司总部分别位于英国的伦敦和美国弗吉尼亚州的麦克莱恩，同时还在加利福尼亚州设有办事处。公司的主要子公司一网卫星（OneWeb Satellites）是一家卫星生产工厂，由一网与空中客车国防航天合资成立，位于美国的佛罗里达州。一网公司的前身是。2019年2月，一网公司开始发射组网一网卫星星座，这是一个由650余颗近地轨道小型卫星所组建的网络。2023年3月，一网公司发射完毕由648颗卫星构成的初代星座计划，至6月底，服务已覆盖欧洲和美国的大部分地区。一网公司的目标是向“每个地方每个人”提供卫星上网服务，以将互联网深入到农村和偏远地区及相关的一系列市场。

## 公司历史
一网公司成立于2012年，当时的公司名为，总部位于英国的海峡群岛。2015年，一网公司获得5亿美元的投资，并同意从现有的航空航天公司阿丽亚娜空间和维珍银河手里购买发射服务。
由于流动资金危机导致一网公司难以募集资金来完成剩下90%网络的建设和部署，一网公司不得不于2020年3月27日申请破产。该公司目前已经解雇原有雇员531人中的85%，但仍表示将维持卫星运营；同时向法院申请重组，以为卫星星座寻找新的所有者。2020年7月3日，由英国政府与巴帝企业领导的财团赢得了竞拍而获得了这家公司的所有权，双方均持有42%股权。OneWeb重申了其继续建设卫星星座的意图。软银保留了12%的股权。随着OneWeb为完成第一阶段卫星部署而获得的进一步投资，英国政府和巴帝企业的持股比例下降。
2023年9月28日，歐洲通信衛星公司宣布与一网公司合并。

## 发射记录
2019年11月，OneWeb宣布计划从2020年1月开始发射卫星，之后首次正式发射又被推迟至2020年2月，之后因COVID-19大流行及公司破产、重组事务影响，第三次发射被推迟至2020年12月。
| 发射编号 | 日期 (UTC时间) | 发射地点                                         | 发射载具                       | 部署数量        | 结果                 |
| -------- | -------------- | ------------------------------------------------ | ------------------------------ | --------------- | -------------------- |
| 1        | 2019年2月27日  | 圭亚那航天中心，联盟发射复合体                   | 联盟2号运载火箭 / 佛盖特上面级 | 6 （测试卫星）  | 成功                 |
| 2        | 2020年2月6日   | 拜科努尔航天发射场, 拜科努尔航天发射场31号发射台 | 联盟2号运载火箭/ 佛盖特上面级  | 34 （运行卫星） | 成功                 |
| 3        | 2020年3月21日  | 拜科努尔航天发射场, 拜科努尔航天发射场31号发射台 | 联盟2号运载火箭/ 佛盖特上面级  | 34              | 成功                 |
| 4        | 2020年12月18日 | 俄羅斯东方航天发射场                             | 联盟2号运载火箭 / 佛盖特上面级 | 36              | 成功                 |
| 5        | 2021年3月25日  | 俄羅斯东方航天发射场                             | 联盟2号运载火箭 / 佛盖特上面级 | 36              | 成功                 |
| 6        | 2021年4月25日  | 俄羅斯东方航天发射场                             | 联盟2号运载火箭 / 佛盖特上面级 | 36              | 成功                 |
| 7        | 2021年5月28日  | 俄羅斯东方航天发射场                             | 联盟2号运载火箭 / 佛盖特上面级 | 36              | 成功                 |
| 8        | 2021年7月1日   | 俄羅斯东方航天发射场                             | 联盟2号运载火箭 / 佛盖特上面级 | 36              | 成功                 |
| 9        | 2021年8月21日  | 俄羅斯东方航天发射场                             | 联盟2号运载火箭 / 佛盖特上面级 | 34              | 成功                 |
| 10       | 2021年9月14日  | 俄羅斯东方航天发射场                             | 联盟2号运载火箭 / 佛盖特上面级 | 34              | 成功                 |
| 11       | 2021年10月14日 | 俄羅斯东方航天发射场                             | 联盟2号运载火箭 / 佛盖特上面级 | 36              | 成功                 |
| 12       | 2021年12月27日 | 俄羅斯东方航天发射场                             | 联盟2号运载火箭 / 佛盖特上面级 | 34              | 成功                 |
| 13       | 2022年2月10日  | 俄羅斯东方航天发射场                             | 联盟2号运载火箭 / 佛盖特上面级 | 36              | 成功                 |
| -        | 2022年3月4日   | 俄羅斯东方航天发射场                             | 联盟2号运载火箭 / 佛盖特上面级 | 36              | 取消发射，可能报废。 |
| 14       | 2022年10月22日 | 印度萨迪什·达万航天中心                          | 地球同步卫星运载火箭3型号      | 36              | 成功                 |
| 15       | 2022年12月8日  | 美国肯尼迪航天中心39A发射台                      | 獵鷹9號Block 5                 | 40              | 成功                 |
| 16       | 2023年1月10日  | 美国卡纳维拉尔角空军基地40号航天发射台           | 獵鷹9號Block 5                 | 40              | 成功                 |
| 17       | 2023年3月9日   | 美国卡纳维拉尔角空军基地40号航天发射台           | 獵鷹9號Block 5                 | 40              | 成功                 |
| 18       | 2023年3月26日  | 印度萨迪什·达万航天中心                          | 地球同步卫星运载火箭3型号      | 36              | 成功                 |
| 19       | 2023年5月20日  | 美国范登堡太空基地                               | 獵鷹9號Block 5                 | 15              | 成功                 |

## 網路服務
2023年11月14日，該公司與中華電信簽署低軌衛星服務獨家代理契約，配合數位發展部「應變或戰時應用新興科技強化通訊網路數位韌性驗證計畫」，佈建台灣700個及國外3個低軌衛星終端設備站點，確保在緊急狀況下台灣重要通訊仍能正常運行，增加通訊網路韌性。